# Shamian

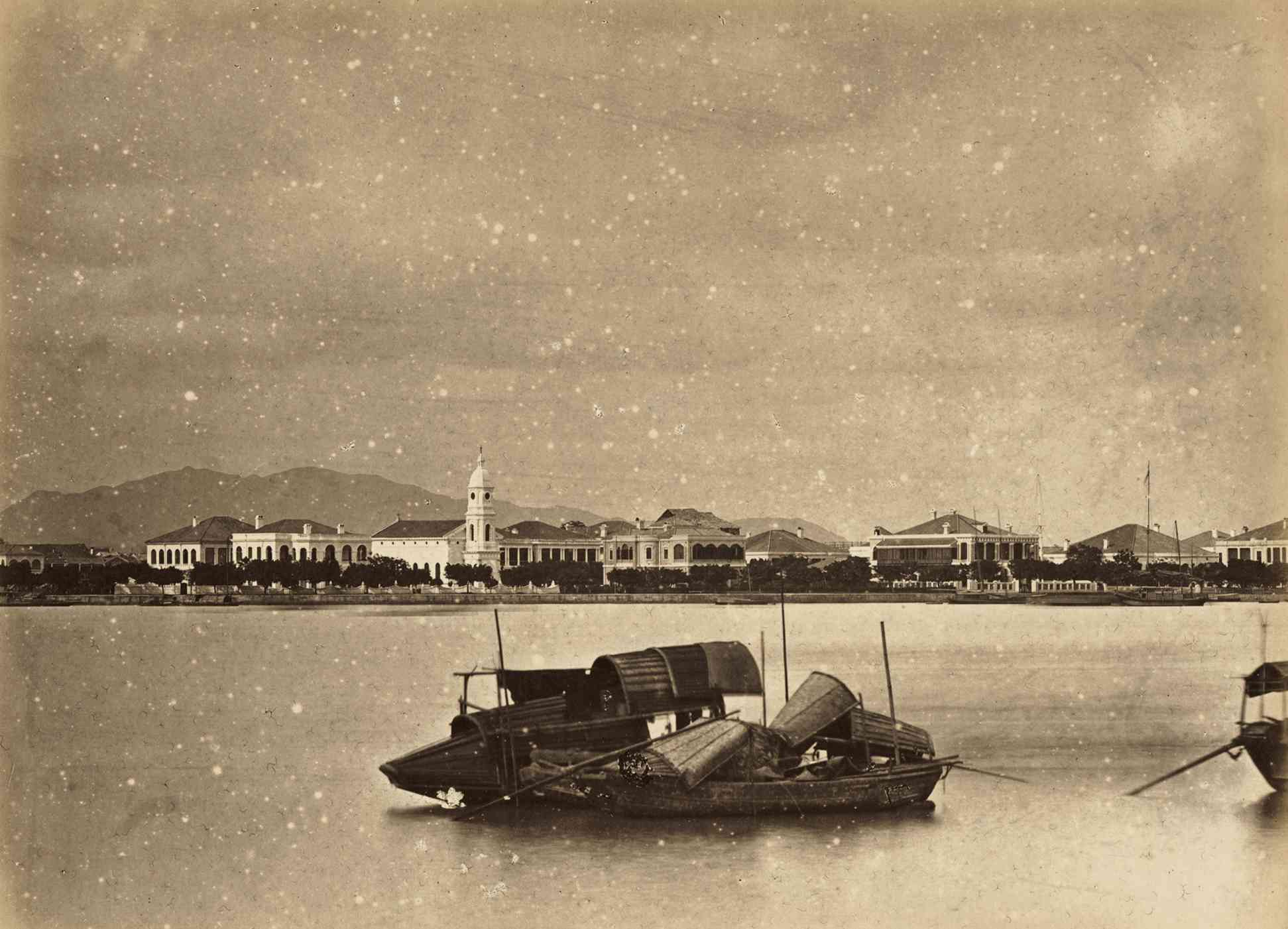
L'isola di Shamian negli anni 1870 (foto scattata da Lai Afong).

Mappa degli anni '20 di Shameen (in lingua Cantonese), che mostra la posizione delle zone concesse agli inglesi e ai francesi.

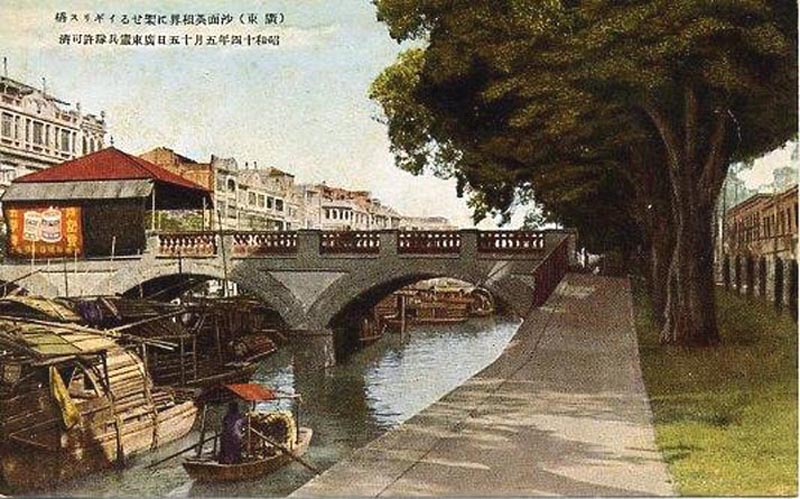
Il "Ponte ovest" (in inglese: West Bridge) anche chiamato "Ponte di Inghilterra" (in inglese: 'Bridge of England'), anno 1939.

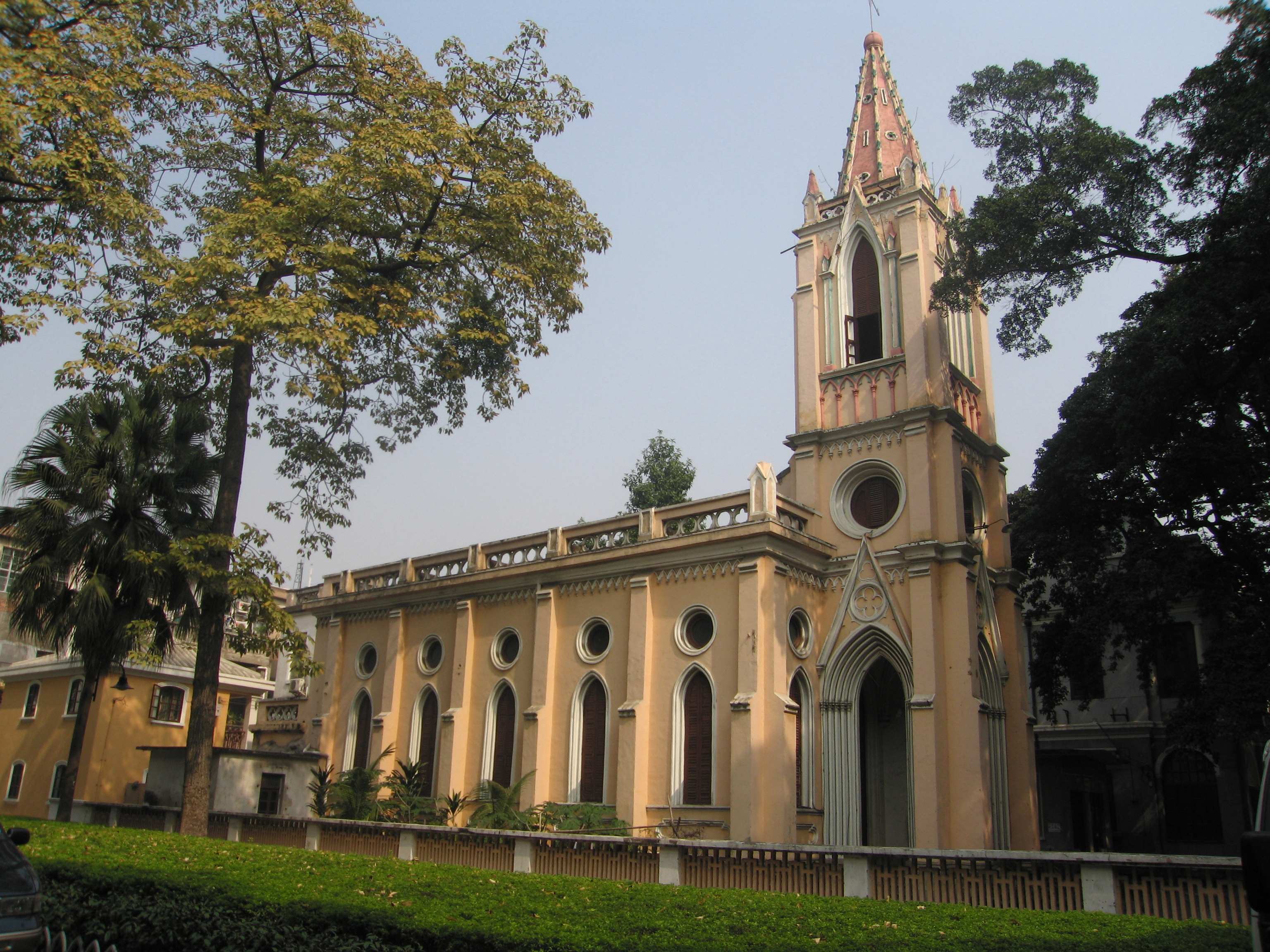
Chiesa della signora di Lourdes (in inglese: Our Lady of Lourdes Chapel) sull'isola di Shamian.

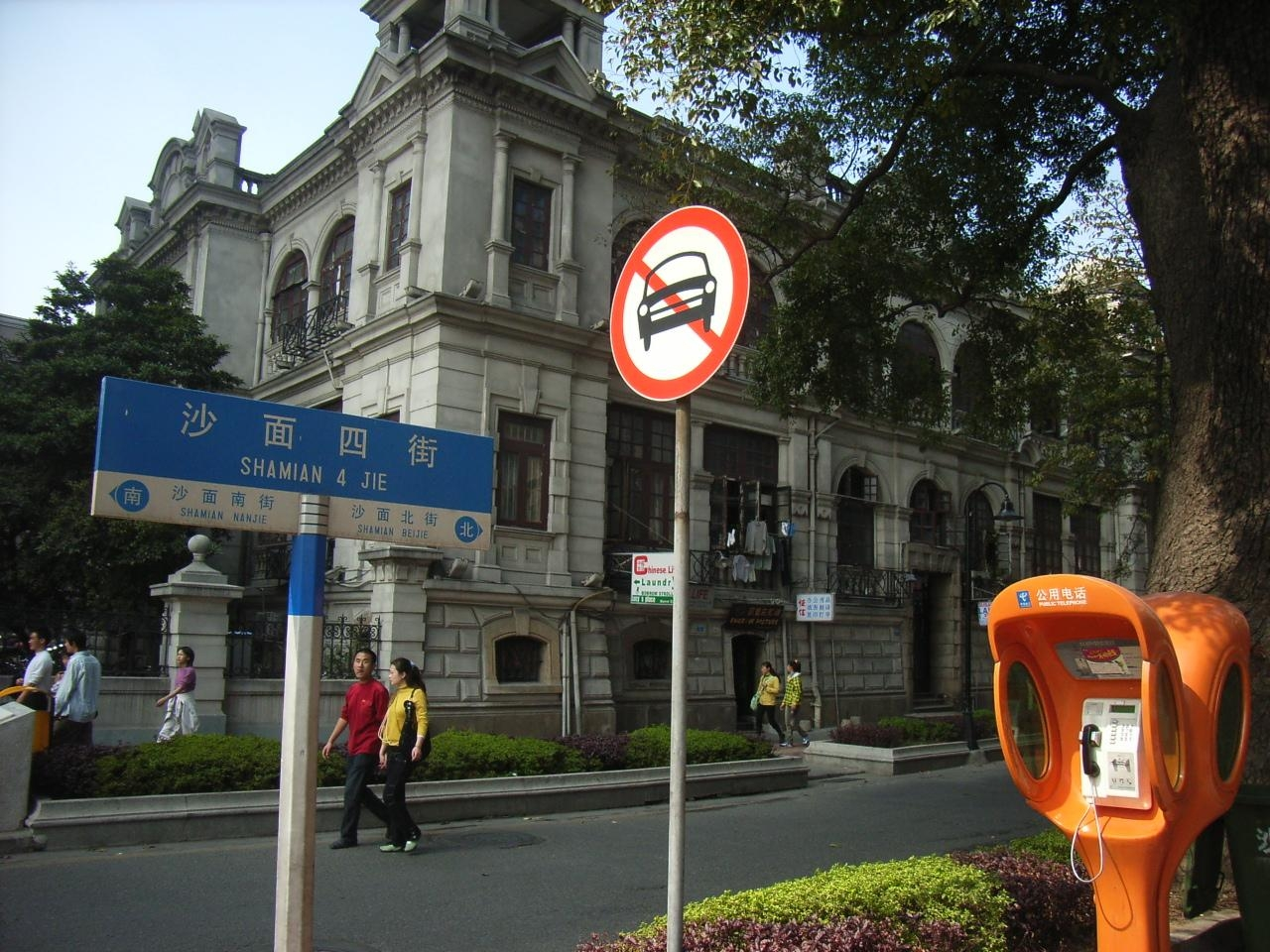
Precedente sede del consolato tedesco e della Asiatic Petroleum Company.

Shamian (in cinese: 沙面 - pinyin: shāmiàn) (scritto anche Shameen o Shamin, secondo la pronuncia Cantonese) è un'isola artificiale situata nel distretto Liwan (in cinese: 荔湾区) della città di Canton, in Cina. Il nome dell'isola significa "superficie di sabbia".
Nell'Ottocento, il territorio fu diviso in due zone concesse alla Francia alla Gran Bretagna dal governo della dinastia Qing. L'area oggi è divenuta una zona storica risalente al periodo coloniale europeo ed è anche una meta turistica. Nell'isola c'è un ampio giardino, statue di bronzo, e palazzi storici in stile europeo, che appaiono assai diversi dalle costruzioni esterne all'isola. Nell'isola ci sono vari hotel, un ostello della gioventù, ristoranti e negozi di souvenir.

## Geografia
L'isola copre un'area di circa 0.3 km², e un'estensione di 900 metri da est a ovest, e di 300 metri da nord a sud. A sud è bagnata dal fiume delle Perle, mentre è separata dalla terraferma da un canale artificiale.

## Storia
L'isola di Shamian era un importante porto per il commercio estero di Canton dalla dinastia Song fino alla dinastia Qing. Dal Settecento fino alla metà dell'Ottocento, gli stranieri vivevano e facevano affari in una fila di case nota come le "Tredici fabbriche" (in inglese: Thirteen Factories), sulle rive del fiume delle Perle in direzione est fino all'odierna Shamian. Nel 1859, Gran Bretagna e Francia scavarono un fiume artificiale (ora chiamato Shajichong) a nord, rendendo così il banco di sabbia un'isola. Da allora Shamian diventò un punto strategico per la difesa della città durante il periodo della Prima e della Seconda guerra dell'oppio. Nel 1859, il territorio fu diviso in die parti, di cui una fu concessa alla Francia e l'altra alla Gran Bretagna(i 3/5 appartenevano agli inglesi e i 2/5 ai francesi). Era collegato alla terraferma attraverso due ponti, che venivano chiusi alle 10 di sera per motivi di sicurezza. Il ponte ad arco inglese, anche detto "ponte di Inghilterra" (in inglese: Bridge of Engliand) costruito nel 1861, era sorvegliato a nord da ufficiali di polizia Sikh, mentre il ponte francese, situato a est, era sorvegliato da vietnamiti (provenienti dal Cochinchina), reclutati nella Troupes coloniales.
Le compagnie commerciali inglesi, gli Stati Uniti la Francia, l'Olanda, l'Italia, la Germania, il Portogallo, e il Giappone costruirono alcune ville lungo le rive. Gli edifici dell'isola erano composti da case unifamiliari adattate al clima sebbene in stile occidentale, con tetti a padiglione e ampie verande.
Nel 1925, l'isola è stata la zona dei combattimenti durante la "Protesta del 23 giugno".
Nel 1949, le ville di Shamian diventarono uffici governativi o appartamenti, e le chiese furono convertite in fabbriche.

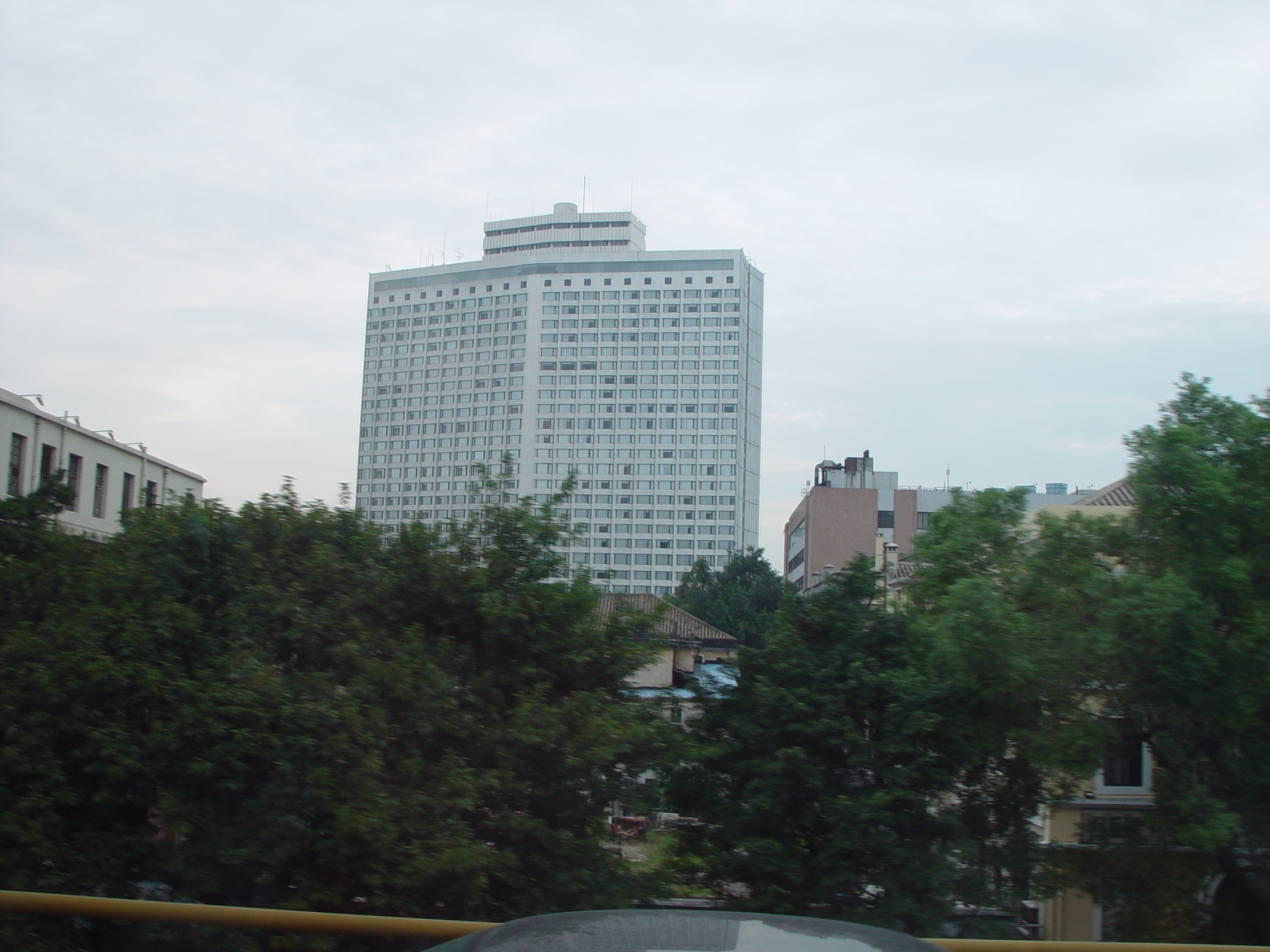
L'hotel "White Swan"

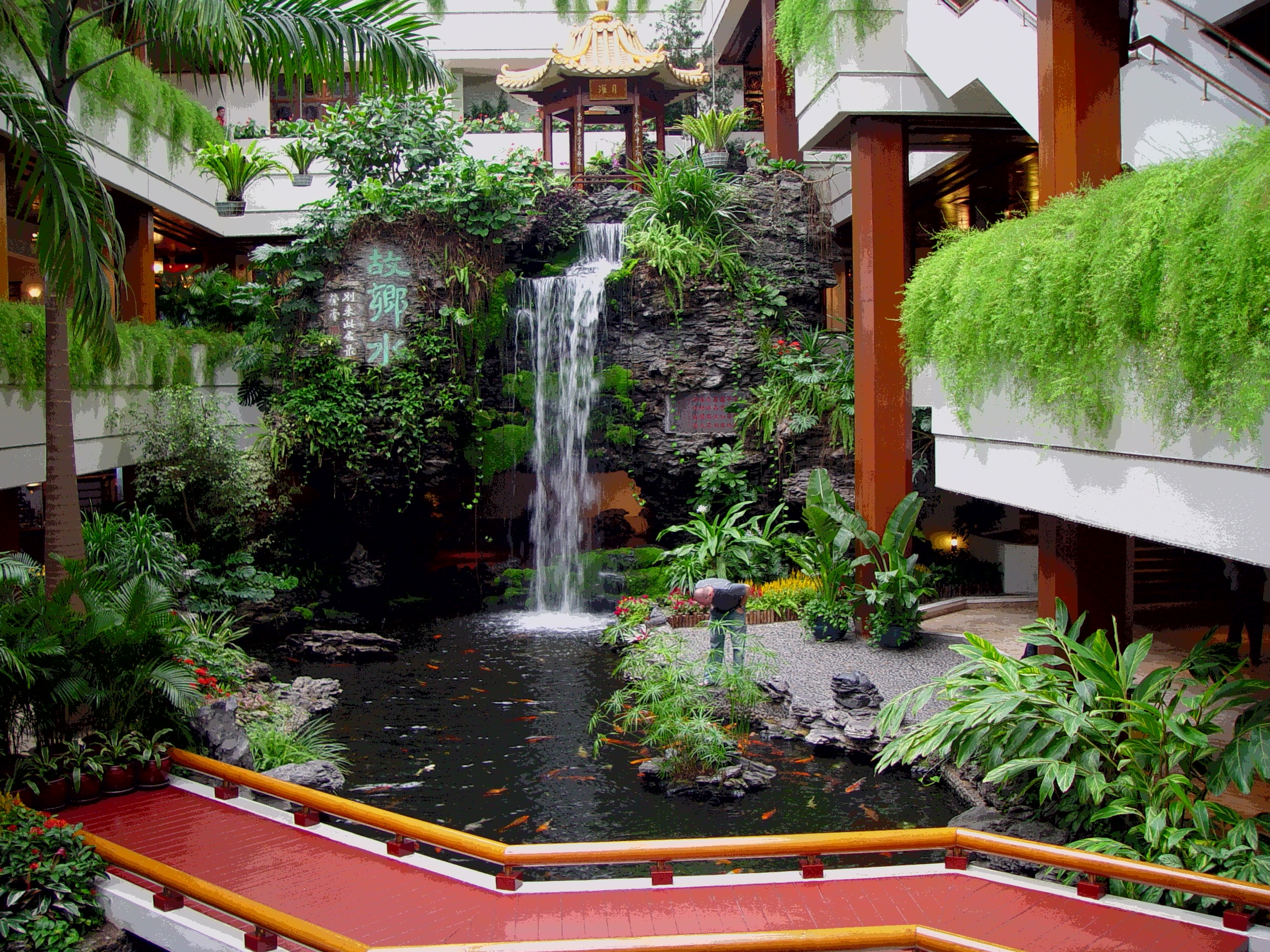
Cascate all'interno dell'hotel "White Swan"

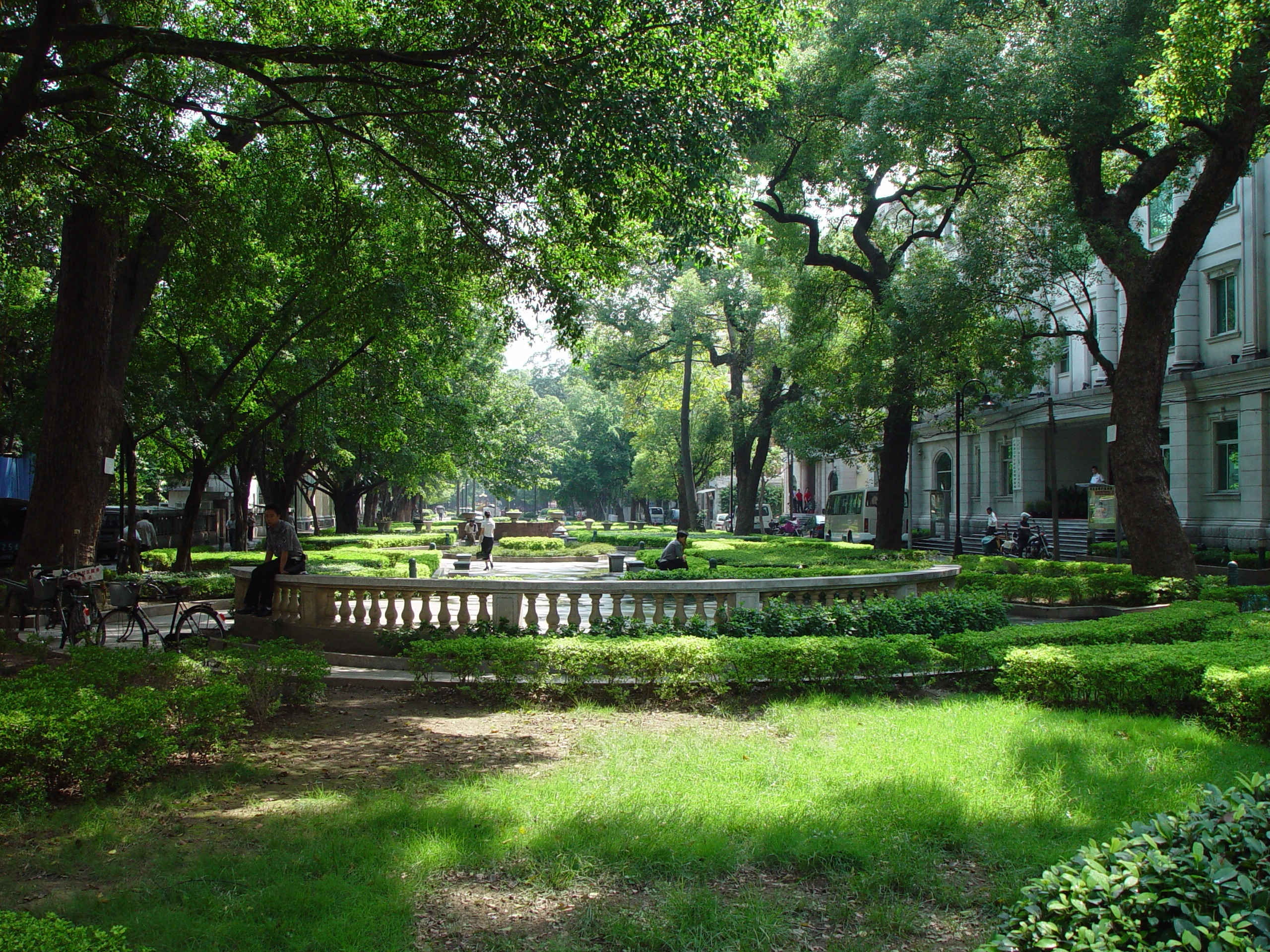
Il parco pubblico sull'isola di Shamian

## Luoghi di interesse

### Edifici religiosi
La Cappella Cattolica francese della Nostra Signora di Lourdes, (in inglese: "Our Lady of Lourdes Chapel", in cinese: 露德圣母堂), è stata oggetto di restauri e si trova nel viale principale. Located at the French end of the island, it was completed in 1892.
La Chiesa Protestante Inglese, Chiesa di Cristo di Shameen (in inglese: Christ Church Shameen, in cinese: 沙面堂) fu costruita nel 1865.

### Governo
Sull'isola è presente anche la stazione di polizia di Shamian (in cinese: 沙面派出所).

### Consolati
L'isola di Shamian è da sempre stata sede di un gran numero di consolati, sebbene oggi l'unico consolato situato a Shamian sia il Consolato della Polonia, al Np. 63 Shamian Main Street.
Tra i precedenti consolati presenti sull'isola si ricordano:
- Cecoslovacchia. Il consolato cecoslovacco era un tempo situato al No. 1 North Shamian Street, in un edificio del 1911, che ospitò la delegazione nordcoreana a Canton.[14][15]
- Francia. No. 20 South Shamian Street.[15]
- Germania. No. 59 Shamian Main Street South. L'edificio ha anche ospitato la Asiatic Petroleum Company.[15]
- Giappone. No. 22 South Shamian Street.[15]
- Norvegia. No. 54 Shamian Main Street North.[15]
- Portogallo. No. 42 South Shamian Street.[15]
- Unione Sovietica. Il consolato sovietico era per un certo tempo situato al No. 68 Shamian Main Street North, in un edificio del 1916.[15][16]
- Regno Unito. No. 44-46 South Shamian Street.[15]
- Stati Uniti. Il consolato degli Stati Uniti era situato al No. 56 Shamian Main Street North[15] dal 1873 al 1938, e successivamente per molti mesi nel 1949. Ad aprile del 1990, il consolato si spostò nuovamente sull'isola di Shamian, occupando la Torre del consolato (No. 1 Shamian South Street), costruito su un'area contestata vicino al Fiume delle Perle e vicino all'hotel "White Swan". Nel 2005, la sezione prettamente consolare del consolato si spostò nel quartiere Tianhe di Canton. A luglio 2013, la sezione si è spostata in un edificio di Zhujiang New Town.[17] La parte del consolato rimasta a Shamian è utilizzata per gli uffici che aiutano le famiglie americane ad adottare bambini cinesi.[18]

### Scuole

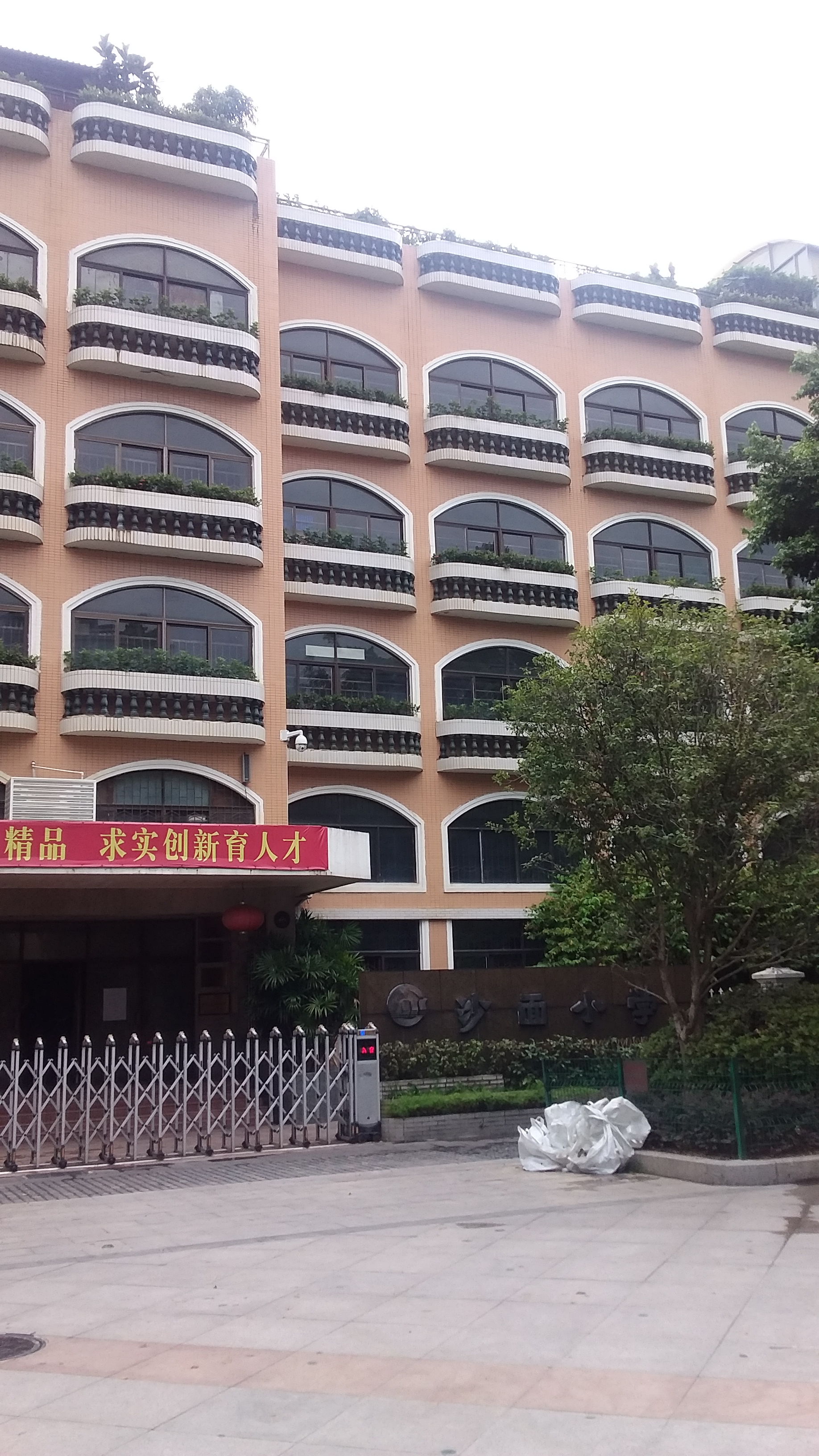
La scuola elementare di Shamian

Le scuole presenti sull'isola sono la scuola elementare di Shamian (in inglese: Shamian Primary School, in cinese: 沙面学校) e la scuola elementare sperimentale di Shamian (in inglese: Shamian Experimental Primary School, in cinese: 沙面实验学校).

### Attività ludiche e sportive
Sull'isola si trovano il parco (in inglese: Shamian Park, in cinese: 沙面公园|) e il circolo tennis di Shamian (in inglese: Shamian Tennis Courts, in cinese: 沙面网球场).

### Statue
Molte statue di bronzo sono sparse per il parco e l'intera isola. Queste mostrano alcune scene di vita quotidiana del precedente periodo coloniale europeo e anche scene più recenti. Per esempio, una statua intitolata A gentleman, a lady and a darn woman mostra una coppia occidentale che guarda una donna cinese che rattoppa un vestito. Un'altra statua mostra il cambiamento di aspetto e della statura delle donne cinesi nel corso della storia, e mostra una donna di epoca coloniale in vestiti tradizionali, una donna un po' più alta della prima metà del Novecento con indosso un cheongsam, e una giovane donna cinese alta e snella in pantaloncini che parla al telefono.